# Manuma Samoa
Manuma Samoa fue un equipo profesional de rugby de Samoa que participan en el Global Rapid Rugby el torneo de la región Asia-Pacífico.
El nombre Manuma hace referencia al tipolo multicolor.

## Historia
Fue fundada en 2019 con el nombre de Kagifa Samoa, con la finalidad de participar en la competencia de rugby de la región Asia-Pacífico y de paso formar mejores jugadores para el seleccionado de Samoa.
En el año 2019, fue último en el campeonato,luego de perder todos sus partidos frente al equipo de Fiyi Fijian Latui y el australiano Western Force.
En la temporada 2020, la primera en formato liga de la competición, en el primer partido fue derrotado por el elenco de South China Tigers por un marcador de 27 a 52 en Perth, luego de este partido el campeonato fue cancelado debido a la Pandemia de COVID-19 y la imposibilidad de realizar viajes internacionales.